# Company's Garden

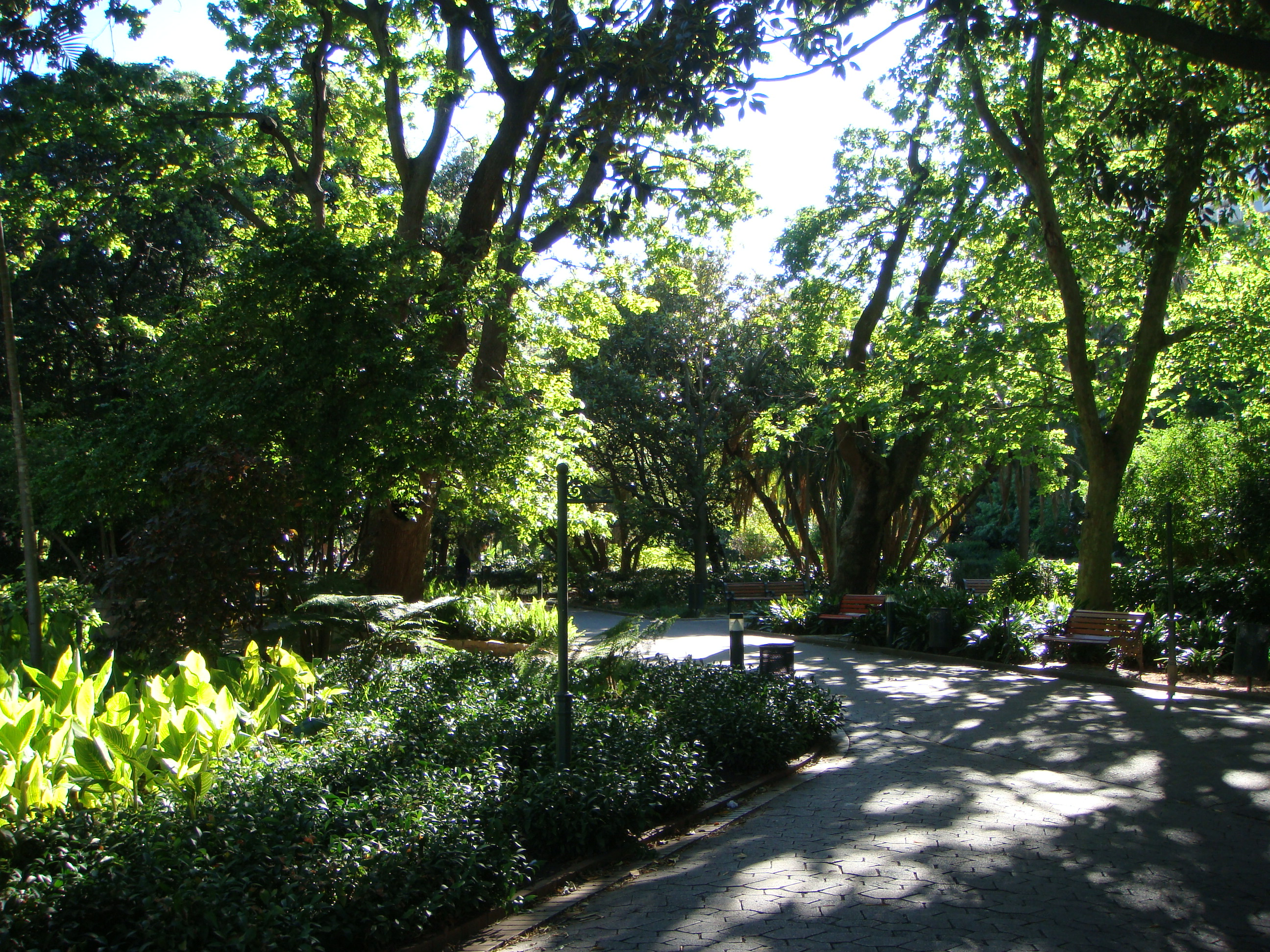
Wandelpad in Company's Garden, Kaapstad (Zuid-Afrika)

De Company's Garden (Afrikaans: Kompanjiestuin) is een park in het centrum van Kaapstad in Zuid-Afrika. In 1650 werd het park als tuin ingericht door de eerste Europese kolonisten en zorgde voor vruchtbare grond om verse producten te laten groeien waarmee de voorraden van VOC-schepen die de Kaap rondzeilden aan werden gevuld. De tuin wordt gevoed vanuit de Moltenodam, waarbij het water afkomstig is van de lagere hellingen van de Tafelberg.

## Elementen in het park
- Fauna als:
  - een goed gevulde visvijver
  - een volière
- Botanisch en historisch waardevolle flora waaronder:
  - de oudste gecultiveerde perenboom in Zuid-Afrika (circa 1652)
  - een rozentuin ontworpen en gebouwd in 1929
  - een kruiden- en een succulente tuin
- Kunst en cultuur:
  - lokale kunst en kunstnijverheid langs de avenue
  - historische beelden
  - Iziko South African Museum en Iziko National Gallery
- Overige:
  - Dellville Wood Memorial Garden, die de slag om Delville Wood uit de Eerste Wereldoorlog in Frankrijk herdenkt, waarbij een overwegend Zuid-Afrikaanse troepenmacht van meer dan 3.000 soldaten door Duitse troepen werd teruggebracht tot 755 overlevenden
  - restaurant Company's Garden

## Zie ook

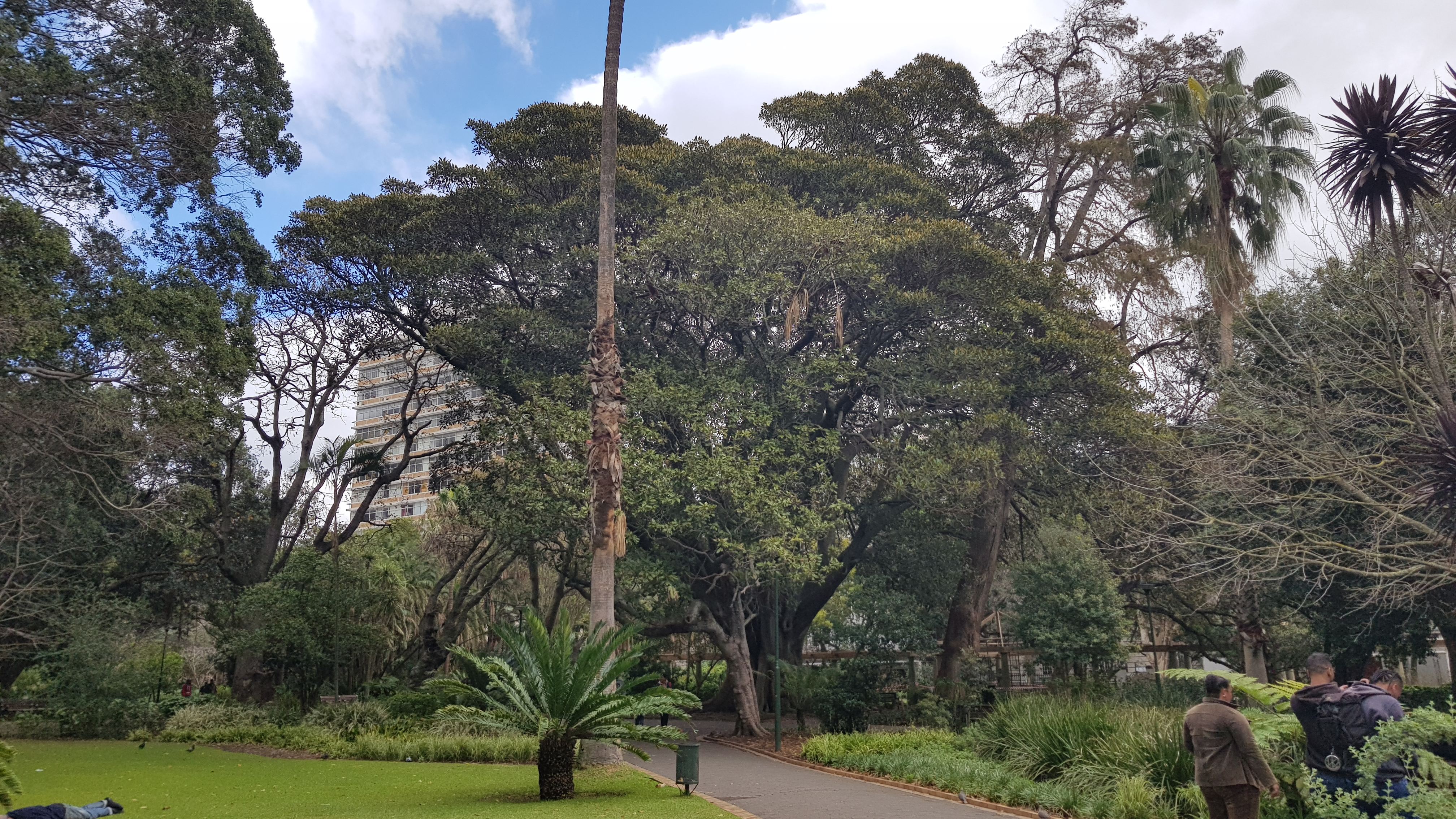
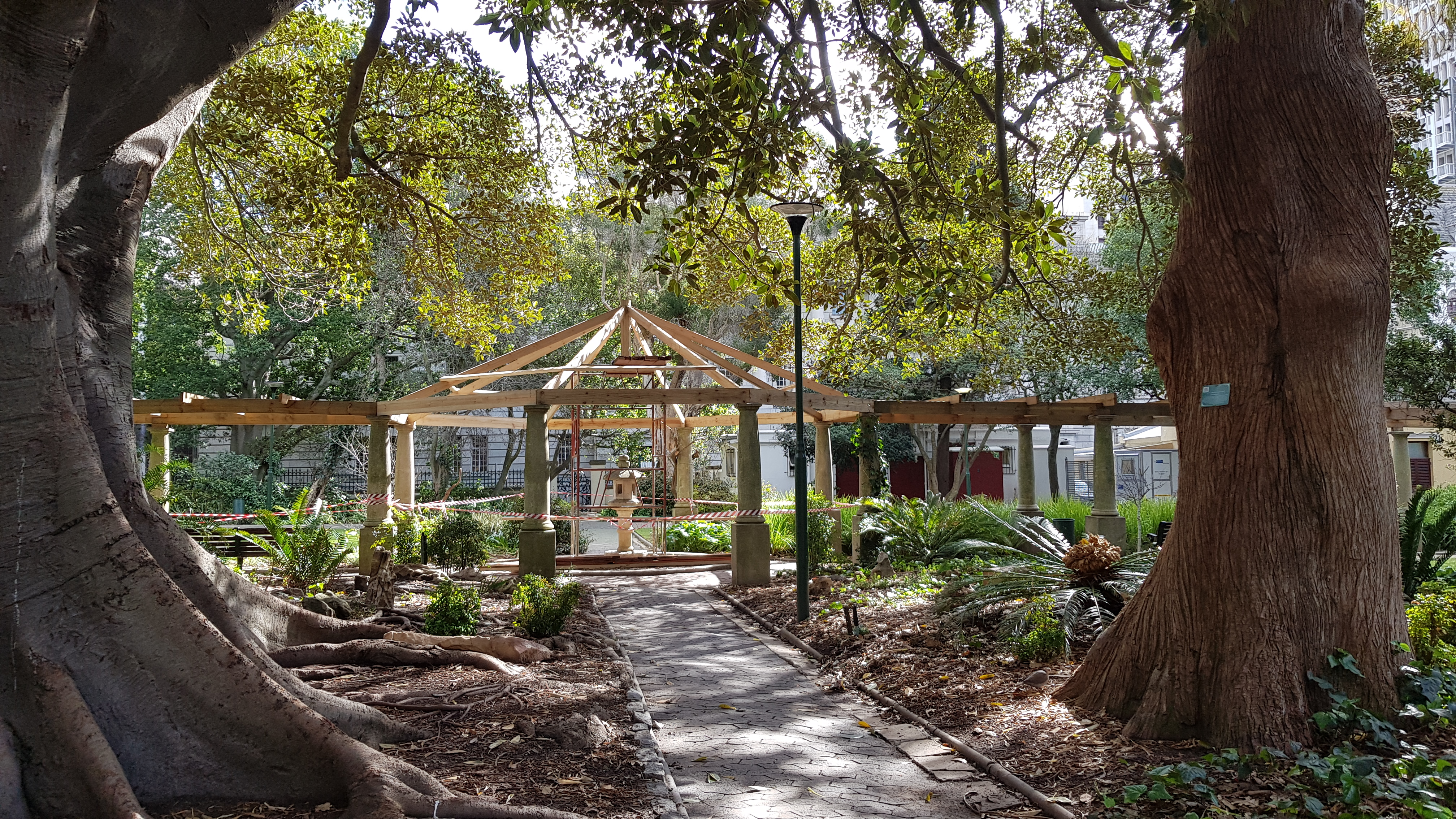
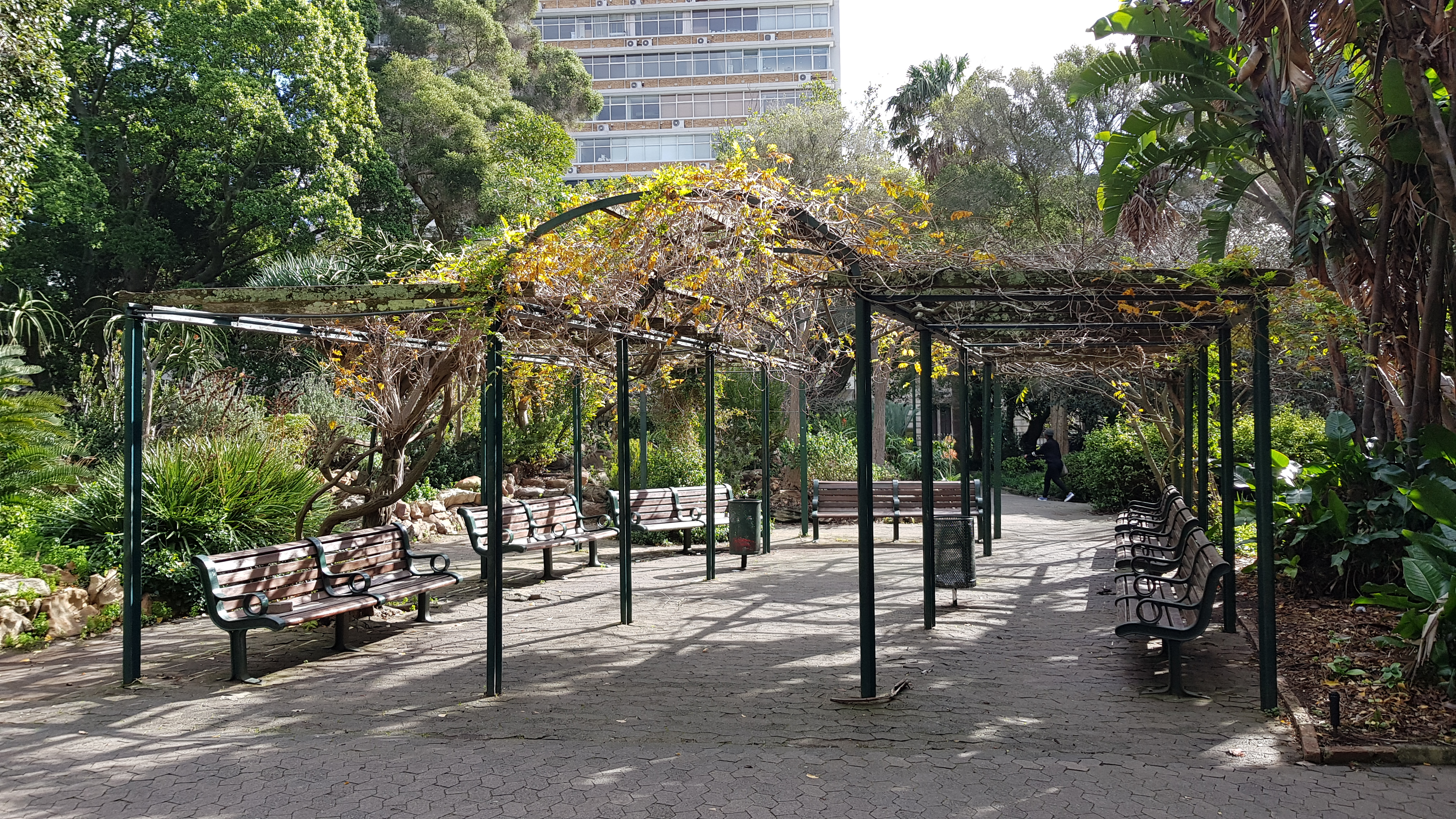